# ドン・キホーテ (企業)
株式会社ドン・キホーテ（英: Don Quijote Co., Ltd.）は日本の主要都市や主要地方都市で、総合ディスカウントストア「ドン・キホーテ」ブランドなどを展開する大手小売業者。本社は東京都目黒区青葉台。創業者は安田隆夫。略称はドンキ、キホーテ、ドン。
現在の株式会社ドン・キホーテは2代目法人。2013年8月に株式会社ドン・キホーテ分割準備会社として設立され、初代法人の事業を承継した。2013年12月、初代ドン・キホーテは商号をドンキホーテホールディングス（現：パン・パシフィック・インターナショナルホールディングス）に変更し、持株会社体制に移行した。

## 概要

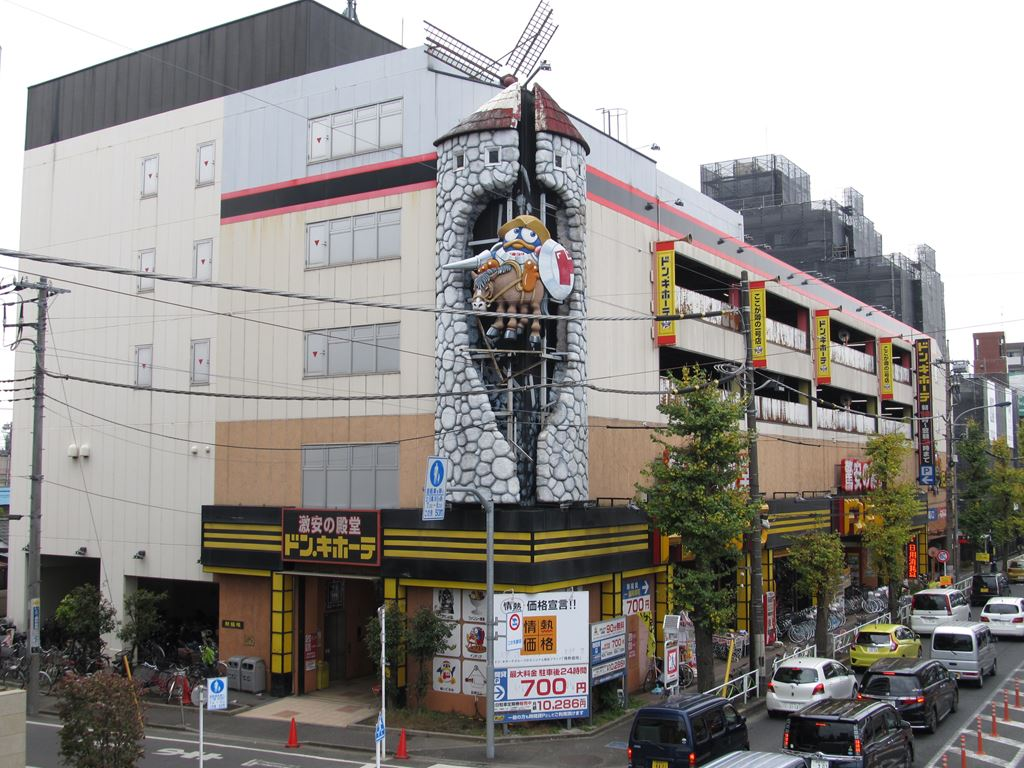
一号店（東京都府中市）

1号店は京王線東府中駅近くにある東京都府中市の「ドン・キホーテ府中店」。当初は平屋の小さな店舗で倉庫形態を採用していた。本社も府中市に置いていた。なお、府中店は2006年に全面的に建て替えられたため、創業当時の店舗は現存しない。
その後、総合ディスカウントストアとして展開を開始。1997年11月に東京都江戸川区の「ドン・キホーテ葛西店」内へ本店を移転。2006年9月には東京都新宿区西新宿の新宿住友ビル35階に本店を移転。さらに2009年9月には、東京都目黒区の「ドン・キホーテ中目黒本店」（イエローハット跡地）内に本店を移転した。
パーティー用品や雑貨などのほか、食料品や酒類、化粧品、日用品、衣料品、レジャー用品、インテリア、家電製品、携帯電話関連商品、宝飾品、ブランド品、アダルトグッズなどを、幅広く取り扱っている（取扱商品は店舗により異なる）。

## 特徴

### 営業時間
大半の店舗は、午前9時から11時に開店して深夜0時から5時の間に閉店する長時間深夜営業で、一部の店舗は24時間営業である。ただし、午後8時から9時など比較的早い時間に閉店する店舗も存在するため、ドン･キホーテの店舗がすべて深夜営業というわけではない。
幹線道路沿いの店舗では駐車場を完備しているが、都心・駅前店などでは立体駐車場を併設している場合が少数あるのみである。駐車場は基本的に無料だが、店舗によっては買物金額に応じて無料時間を設定したり、近隣のコインパーキングと提携している店舗もある。

### 陳列・販促方法

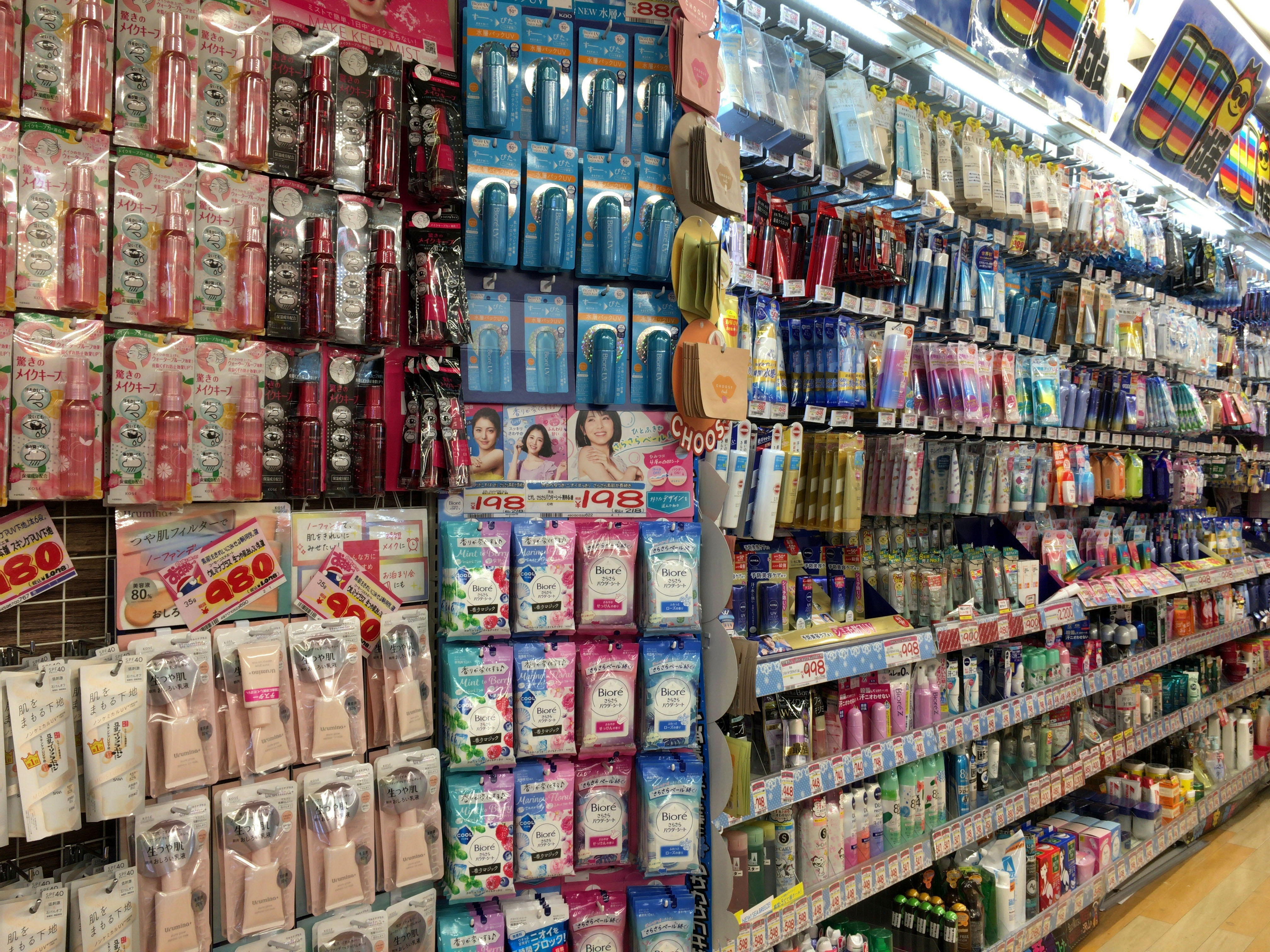
商品陳列例（MEGAドン・キホーテ渋谷本店）

「圧縮陳列」と呼ばれる陳列方法を採用しているのが特徴的である。隙間なく商品を並べて店内は半ば迷路のようになっており、買い物客に目当てのものを探し出させる宝探し的な要素をもたせている。

### POP広告
店内に散在している数多くのPOP広告もドン･キホーテの特徴である。これらの広告はドン･キホーテの本部が各店舗に配布しているわけではなく、各店舗で「POPライター」を採用して1店舗ごとに1人から3人配置し、「買場」の担当者と共に作成しており、POP文字は「ドンキ文字」と呼ばれるドン･キホーテ独自のフォントを使用している。創業者の安田は自社のPOP広告を「POP洪水」と名付けている。

### 店舗による価格の違い
同じ市町村内の店舗であっても、店舗により同一商品でも価格が異なることは珍しくない。これは価格決定が担当者（店長や地域マネージャーの場合もある）の裁量に広く委ねられているためである。
店舗によっては「ロープライス保証商品」と銘打った商品を陳列するときがあり、その場合は購入後に他店舗（ドン･キホーテの他店舗も含む）でさらに安い価格が設定されていた場合に差額を返金する保証制度を取っている。

### 商品政策
ドン・キホーテの基本となる商品政策は「定番商品6割・スポット商品4割」である。これは株式会社ドン・キホーテの前身企業の1つである卸売業「株式会社リーダー」時代に編み出されたもので、定番商品で手堅い販売を行いながら、粗利の高いスポット商品で大きい利益を稼ぎ出すというものである。この手法は、ドン・キホーテの1号店である府中店の開業以来、ドン・キホーテの「黄金比率」となっている。

### 自社ブランド
オリジナル商品ブランドとして、以下をはじめとする商品を販売している。
- 情熱価格 - 「お客さまの声をカタチに」をブランドメッセージとして2009年に誕生したドン・キホーテのオリジナル商品ブランド。2021年にブランドをリニューアルし、一般的なPB（プライベートブランド）と異なる「ピープルブランド」と位置付けている。
- 偏愛めし - 「みんなの75点より、誰かの120点。」をコンセプトとした惣菜ブランド。
- me＆do - 自社の女性社員が企画開発した商品ブランド。
- cosparade - 高コスパのスキンケアブランド。
- ACTIVEGEAR - ビギナー向けのライトスポーツブランド。
- greenstage - アウトドアブランド。
- RESTORATION - 「超カイテキ主義」をコンセプトとしたカジュアルファッションブランド。
- TOROLISTA - シェフの倉田栄示が監修した、チーズを楽しむピザのブランド。

### 公式キャラクター
ペンギンを図案化した「ドンペン」「ドンコ」や、ドン・キホーテのピープルブランド情熱価格から図案化した「ド情ちゃん」などがある。

### テーマソング
同店のテーマソング「MIRACLE SHOPPING〜ドン･キホーテのテーマ〜」が基本的に流れている。このテーマソングのCDはドン･キホーテ店内で販売されており、着うたの配信もされている。また店舗に電話をかけると保留音としてこのテーマソングが流れる。作詞作曲・歌唱は同社の元社員でプロ･ミュージシャンの経歴を持つ田中マイミである。

### 従業員の就業規則
2022年3月から規則を改定し、ヘアカラーは自由となり、ネイルについても凹凸のないデザインであれば色は自由に緩和された。

## 業態

### ディスカウントストア事業
- ドン・キホーテ - 通常業態。基本的には生鮮食品を扱わない。主に若年層を対象とする[12]。
- MEGAドン・キホーテ - 総合スーパー業態をコンセプトにした店舗。通常の店舗とは異なり通路が広いことを特長とする。家族や高齢者[13]を対象としている。一部店舗は株式会社長崎屋が運営している。
- NEW MEGAドン・キホーテ - MEGAドン・キホーテより規模が小さい業態。生鮮食品の割合を減らすなど、より収益性・効率性を重視した業態。

### スモールフォーマット事業
- ピカソ - 小規模業態の店舗[2]。

### 専門店
いずれも、ミニショップ形態の専門店。
- OUTLET館 - ブランドやアパレルのアウトレット品を扱う専門店。MEGAドン・キホーテ厚木店（神奈川県厚木市）の隣に位置する。
- さがみの國の駅 - 農産物などの産地直売所業態。1号店「あつぎ産直館」が2009年5月29日にMEGAドン・キホーテ厚木店（神奈川県厚木市）の隣にオープン[14]。
- essence - 都市型小型店舗の業態。1号店の川口駅前店が2011年7月29日にオープン[15]。
- 情熱職人 - ワークウェア、ユニフォーム等、職人向けの専門店。1号店が2014年10月に驚安堂日ノ出町店（神奈川県横浜市、閉店済み）にオープン。単独店としては2016年4月22日に葛西店（東京都江戸川区）がオープン[16]。
- プラチナ ドン・キホーテ - 高級感のテイストを加えた業態。白金台店が2015年5月29日にオープン[17]。
- エキドンキ - 駅ナカ業態の小型店。2015年10月30日にエキマルシェ大阪（大阪府大阪市北区）にオープン[18]。
- ソラドンキ - 空港内の小型店。1号店が2016年6月24日に羽田空港国際線旅客ターミナル（東京都大田区）にオープン[19]。
- ミチドンキ - 高速道路内の小型店。2018年10月6日にNEOPASA清水（静岡県静岡市清水区）にオープン[20]。
- お菓子ドンキ - 輸入菓子や珍味など、菓子類に特化した専門店。「お菓子ドンキ・お酒ドンキ」として、1号店が2021年5月21日に八重洲地下街（東京都中央区）にオープン[21]。
- お酒ドンキ - クラフトビールや変わり種など、酒に特化した専門店。「お菓子ドンキ・お酒ドンキ」として、2021年5月21日に八重洲地下街（東京都中央区）にオープン[21]。
- コスメドンキ - 韓国コスメなど、化粧品に特化した専門店。「コスメドンキ・お菓子ドンキ・驚辛ドンキ」として、1号店が2021年11月6日にモラージュ柏（千葉県柏市）にオープン[22]。
- 驚辛ドンキ - 「コスメドンキ・お菓子ドンキ・驚辛ドンキ」として、2021年11月6日にモラージュ柏（千葉県柏市）にオープン[22]。
- メンズドンキ - 酒・おつまみ、アウトドア、革製品、メンズコスメなど、メンズ商品に特化した専門店。2021年12月3日に、アピタ長久手店（愛知県長久手市）にオープン。
- キラキラドンキ - お菓子屋やアジアンコスメなど、トレンドを意識した専門店。1号店が2022年5月3日に、ダイバーシティ東京プラザ（東京都港区）にオープン。
- ときめきドンキ - Z世代～ミレニアル世代の女性をターゲットした専門店。2022年11月11日に、ドン・キホーテ中洲店（福岡県福岡市博多区）にオープン。
- HAPPYドンキ - H（ヘルス）、A（アミューズメント）、P（プリティ）、P（ポジティブ）、Y（ヤミー）というテーマごとに5つのゾーンに区切った専門店。サニーサイドモール小倉（福岡県北九州市小倉南区）にオープン。
- ドミセ - PB商品「情熱価格」を集めた専門店。2023年8月24日、1号店が道玄坂通 dogenzaka-dori（東京都渋谷区、MEGAドンキ渋谷別館に業態転換）にオープン。
- ジハン・キホーテ - 売り場に食品を中心とした自動販売機のみを並べた業態。2024年2月20日、SHIBUYA店が道玄坂通 dogenzaka-dori（東京都渋谷区）にオープン[23][24]。
- キャンパスドンキ - 大学構内にある小型店。パン・パシフィック・インターナショナルホールディングスでは初めてとなる無人店舗形態を採用しており、退店する際に事前に登録した決済方法により、自動的に引き落としとなる。2025年7月1日、大阪電気通信大学（大阪府寝屋川市）[注釈 2]にオープン[25][26]。

### グループ会社が運営する店舗業態
- MEGAドン・キホーテUNY、ドン・キホーテUNY - アピタやピアゴからの転換で、MEGAドン・キホーテ（ドン・キホーテ）とユニーのダブルネーム店舗。UDリテール株式会社が運営する。
- パウ - グループ複合商業施設。日本商業施設株式会社（旧：株式会社パウ・クリエーション）が運営する。
- 長崎屋 - 食料品や衣料品を主力とした地域密着型のディスカウント型総合スーパー。株式会社長崎屋が運営する。
- アピタ - 広域商圏対応型の総合スーパー。ユニー株式会社が運営する。
- ピアゴ - 地域密着型の総合スーパー。ユニー株式会社が運営する。
- ドン・キホーテUSA - ハワイのオアフ島に展開する業態。Don Quijote (USA) Co., Ltd.が運営する。
- Gelson's Markets - 米国のプレミアムスーパーマーケットチェーン。同名会社が運営する。
- MARUKAI、TOKYO CENTRAL - カリフォルニアやハワイのスーパーマーケット。MARUKAI CORPORATIONおよびMarukai Hawaii Co. Ltd.が運営する。
- DON DON DONKI - "ジャパンブランド・スペシャリティストア"をコンセプトとした東南アジア仕様の新業態。シンガポール、タイ、香港、マカオ、台湾、マレーシア、グアムのグループ会社「Pan Pacific Retail Management」が運営する。
- Times - ハワイのスーパーマーケット。QSI, Inc.が運営する。

### 過去に存在した業態
- パワーコンビニ情熱空間 - 2006年から2008年にかけて展開していたコンビニエンスストア型店舗。
- 浪漫島 - 2009年7月にベルタウン（旧：太田店）内にオープンした業態。
- WR（ダブルアール） - 2010年10月にラパーク岸和田にオープンした会員制ホールセールクラブ。開店3か月後の2011年1月に閉店し撤退[27]。
- 軽の殿堂 - 2010年11月から展開した軽自動車の販売店[28]。
- 驚安堂 - 「パワーコンビニ情熱空間」を承継したコンビニエンスストア型店舗。PPIHの国内業態としては当時唯一、自社系のmajicaを含めたキャッシュレス決済に対応せず現金のみに対応していた。2023年10月15日に福生店が閉店し、全店閉店。ブランド名として消滅した。

## 店舗
2025年2月18日に高知市に「高知店」を出店し、全47都道府県出店を達成した。

### 日本国外
海外では2025年1月時点で7の国と地域にて110以上の店舗を展開している。大韓民国では同国のコンビニエンスストアであるGS25と協業した上で2025年7月にポップアップストアとして、ソウル特別市に出店したことがある。